# Lou Roe
Louis Marquel „Lou” Roe (ur. 14 lipca 1972 w Atlantic City, New Jersey) – amerykański koszykarz, występujący na pozycji silnego skrzydłowego.

## Osiągnięcia
Na podstawie, o ile nie zaznaczono inaczej.
NCAA
- Uczestnik rozgrywek:
  - Elite Eight turnieju NCAA (1995)
  - Sweet Sixteen turnieju NCAA (1992, 1995)
  - II rundy turnieju NCAA (1992–1995)
- Mistrz:
  - turnieju konferencji Atlantic 10 (A-10 – 1992–1995)
  - sezonu zasadniczego konferencji A-10 (1992–1995)
- Koszykarz Roku Konferencji Atlantic 10 (1995)[3]
- Most Outstanding Player (MOP=MVP) turnieju Atlantic 10 (1995)[4]
- Zaliczony do:
  - I składu:
  - A-10 (1993–1995)
  - turnieju A-10 (1992–1995)
  - pierwszoroczniaków A-10 (1992)
  - II składu All-American (1995)
  - III składu All-American (1994 przez NABC)
  - składu ESPN's Atlantic 10 Silver Anniversary
- Drużyna Massachusetts Minutemen zastrzegła należący do niego numer 15

Drużynowe
- Mistrz ligi Ameryki Południowej (2012)

Indywidualne
- MVP:
  - hiszpańskiej ligi ACB (2001)
  - miesiąca ACB (maj 2001, grudzień 2002, maj 2003, luty–kwiecień 2004, październik 2004, kwiecień 2005, luty 2006)
- Zaliczony do I składu ACB (2004)
- Uczestnik meczu gwiazd ACB (2003)
- Lider strzelców ACB (2004)

Reprezentacja
- Brązowy medalista Igrzysk Dobrej Woli (1994)